# Emblema do Cazaquistão
O Brasão de Armas da República do Cazaquistão (em cazaque:  Қазақстан Республикасының Елтаңбасы) é um dos símbolos nacionais do Cazaquistão, conforme o artigo 9 da Constituição de 1993, foi adotado em 4 de junho de 1992. Os designers do emblema são Jandarbek Melibekov e Shota Walikhanov. Como outras ex-repúblicas soviéticas cujos símbolos não lembram a Revolução de Outubro, o emblema atual retém alguns componentes do antigo brasão soviético, neste caso, raios solares e estrelas nascentes. Antes de 1992, o Cazaquistão tinha um emblema semelhante a todas as outras repúblicas soviéticas.

## Descrição
O brasão tem uma forma circular e carrega as cores azul e amarela. O azul representa o céu e o amarelo é o símbolo da agricultura aquecida na era soviética. Na esquerda e na direita do brasão há dois tulpares com asas olhando para lados opostos.
O nome do país em latim está na parte inferior do brasão como: "QAZAQSTAN."
No meio há um shangrak, a "coroa" da ger cazaque. O shangrak simboliza a riqueza do patrimônio e um futuro esperançoso.